# أليساندرا ميركا غاتي
أليساندرا ميركا غاتي (بالإيطالية: Alessandra Mirka Gatti)‏ هي مغنية إيطالية، ولدت في 19 نوفمبر 1969 في مانتوفا في إيطاليا.

## وصلات خارجية
- أليساندرا ميركا غاتي على موقع ميوزك برينز (الإنجليزية)
- أليساندرا ميركا غاتي على موقع ديسكوغز (الإنجليزية)